# Seigneulles
Seigneulles é uma comuna francesa na região administrativa de Grande Leste, no departamento de Meuse. Estende-se por uma área de 11,7 km². Em 2010 a comuna tinha 171 habitantes (densidade: 14,6 hab./km²).